# Larry Sanders
Larry Sanders (Fort Pierce, 21 novembre 1988) è un cestista statunitense, professionista nella NBA.

## Carriera
Prima della high school non aveva mai giocato a pallacanestro. Dopo essersi iscritto alla Port St. Lucie High School, è stato notato dall'allenatore della squadra di pallacanestro della scuola, che ha notato la sua altezza fuori dalla media. Si è messo in luce nel suo anno da finalista, nel quale ha avuto una media di 18,9 punti e 13 rimbalzi a partita.
Dopo il diploma, ha accettato una borsa di studio per la Virginia Commonwealth University. Durante i suoi primi due anni all'università, è stato oscurato dalla stella della squadra Eric Maynor. Nel suo terzo anno, dopo la partenza di Maynor, ha avuto una media di 14,4 punti, 9,1 rimbalzi e 2,6 stoppate, tirando con il 53% dal campo. A fine stagione ha deciso di dichiararsi eleggibile per il draft 2010 È stato nominato Defensive Player of the Year della CAA nelle stagioni 2008-2009 e 2009-2010.
Al draft viene selezionato con la 15ª scelta dai Milwaukee Bucks. Il 21 febbraio 2011 viene assegnato ai Fort Wayne Mad Ants, in D-League; viene reintegrato il successivo 28 febbraio. Il 30 novembre 2012 realizza la sua prima tripla doppia in carriera, segnando 10 punti, 12 rimbalzi e 10 stoppate contro i Minnesota Timberwolves. È stato il secondo miglior stoppatore dopo Serge Ibaka. È stato inoltre il terzo giocatore più votato per il Most Improved Player Award dopo Paul George e Greivis Vásquez. Il 20 agosto 2013 rinnova il suo contratto con i Bucks, firmando per 4 anni a 44 milioni di dollari. Nel dicembre 2013 ha saltato 25 partite dopo essersi lacerato il legamento del pollice durante una rissa in una discoteca. È stato multato per i reati di condotta disordinata, aggressione e rissa; la polizia non ha tuttavia preso ulteriori provvedimenti. Il 5 aprile 2014 è risultato positivo alla marijuana in un controllo antidoping e, per tale motivo, ha dovuto saltare 5 gare. Il 21 febbraio 2015, dopo essere risultato nuovamente positivo ad un controllo, i Bucks hanno deciso di uscire dal contratto che legava la franchigia al giocatore. In seguito, Sanders inizia un programma terapeutico al Rogers Memorial Hospital per guarire da problemi ansioso-depressivi.
Tuttavia Sanders non chiude ad un ritorno alla pallacanestro giocata: "Se ad un certo punto della mia vita mi sentirò ancora in grado di giocare a basket, allora tornerò".
Il 13 marzo 2017 firma un contratto con i Cleveland Cavaliers.

## Statistiche

### College
| Anno      | Squadra  | PG  | PT | MP   | TC%  | 3P%  | TL%  | RP  | AP  | PRP | SP  | PP   |
| --------- | -------- | --- | -- | ---- | ---- | ---- | ---- | --- | --- | --- | --- | ---- |
| 2007-2008 | VCU Rams | 32  | 16 | 16,6 | 50,4 | -    | 45,6 | 5,2 | 0,1 | 0,3 | 3,0 | 4,9  |
| 2008-2009 | VCU Rams | 34  | 34 | 26,6 | 51,0 | -    | 55,8 | 8,6 | 0,4 | 0,6 | 2,7 | 11,3 |
| 2009-2010 | VCU Rams | 35  | 32 | 26,9 | 53,4 | 25,0 | 64,1 | 9,1 | 1,0 | 0,7 | 2,6 | 14,4 |
| Carriera  | Carriera | 101 | 82 | 23,5 | 52,0 | 25,0 | 57,7 | 7,7 | 0,5 | 0,6 | 2,7 | 10,3 |

### NBA

#### Regular season
| Anno      | Squadra             | PG  | PT  | MP   | TC%  | 3P% | TL%  | RP  | AP  | PRP | SP  | PP  |
| --------- | ------------------- | --- | --- | ---- | ---- | --- | ---- | --- | --- | --- | --- | --- |
| 2010-2011 | Milwaukee Bucks     | 60  | 12  | 14,5 | 43,3 | 0,0 | 56,0 | 3,0 | 0,3 | 0,4 | 1,2 | 4,3 |
| 2011-2012 | Milwaukee Bucks     | 52  | 0   | 12,4 | 45,7 | 0,0 | 47,4 | 3,1 | 0,6 | 0,6 | 1,5 | 3,6 |
| 2012-2013 | Milwaukee Bucks     | 71  | 55  | 27,3 | 50,6 | 0,0 | 61,8 | 9,5 | 1,2 | 0,7 | 2,8 | 9,8 |
| 2013-2014 | Milwaukee Bucks     | 23  | 20  | 25,4 | 46,9 | 0,0 | 47,3 | 7,2 | 0,8 | 0,8 | 1,7 | 7,7 |
| 2014-2015 | Milwaukee Bucks     | 27  | 26  | 21,7 | 50,0 | 0,0 | 50,0 | 6,1 | 0,9 | 1,0 | 1,4 | 7,3 |
| 2016-2017 | Cleveland Cavaliers | 5   | 0   | 2,6  | 25,0 | 0,0 | 0,0  | 0,8 | 0,0 | 0,2 | 0,2 | 0,8 |
| Carriera  | Carriera            | 238 | 113 | 19,5 | 48,0 | 0,0 | 55,3 | 5,7 | 0,7 | 0,6 | 1,8 | 6,4 |

#### Play-off
| Anno     | Squadra         | PG | PT | MP   | TC%  | 3P% | TL%  | RP  | AP  | PRP | SP  | PP   |
| -------- | --------------- | -- | -- | ---- | ---- | --- | ---- | --- | --- | --- | --- | ---- |
| 2013     | Milwaukee Bucks | 4  | 4  | 28,3 | 57,6 | 0,0 | 45,5 | 8,3 | 1,3 | 0,8 | 1,3 | 10,8 |
| Carriera | Carriera        | 4  | 4  | 28,3 | 57,6 | 0,0 | 45,5 | 8,3 | 1,3 | 0,8 | 1,3 | 10,8 |